# Aberarder (Laggan)

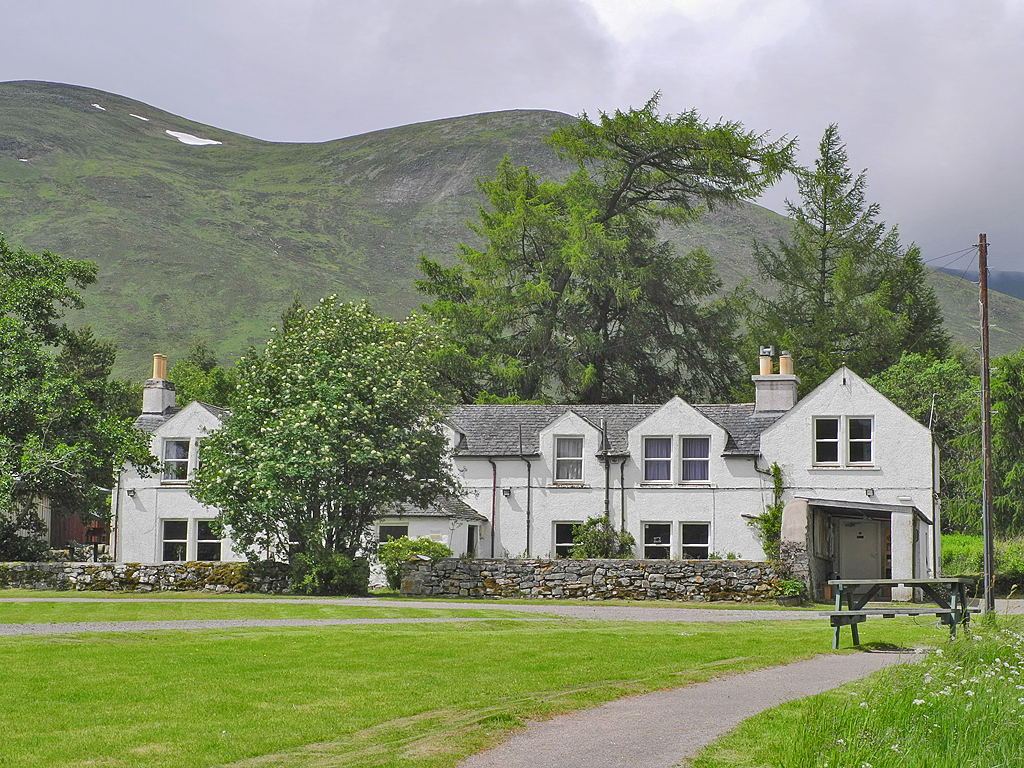
Aberarder Farm

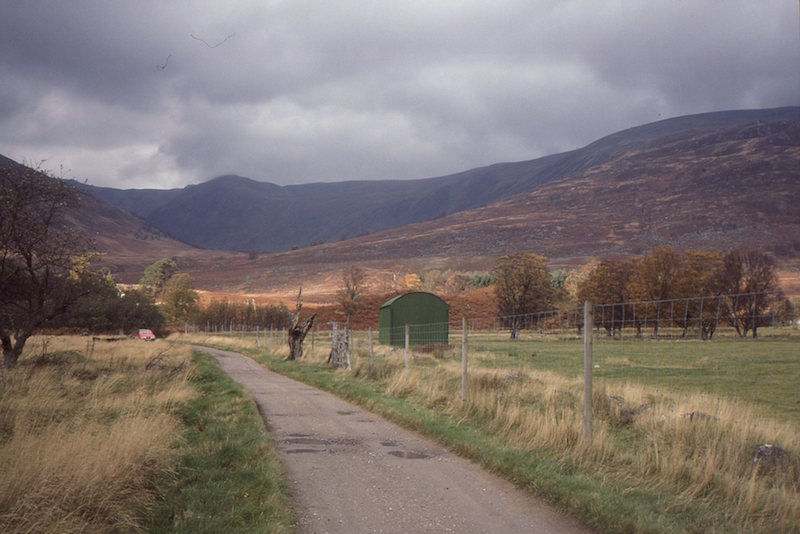
Zufahrtsstraße nach Aberarder

Aberarder ist eine kleine Ortschaft, die im Norden von Schottland südöstlich von Inverness in der Region Highland liegt. Im Rahmen der historischen Gliederung Schottlands in Civil Parishes zählt es zu Laggan, das zu Inverness-shire gehörte.

## Geographie
Aberarder liegt in einer aüßerst dünn besiedelten Gegend am linken Ufer des Baches Allt Coire Ardair, kurz vor der Mündung von Nordwesten in den See Loch Laggan. Der Ort besteht im Wesentlichen aus einer einzelnen Farm.

## Verkehr
Entlang des Sees verläuft die Fernstraße A86. Sie kommt von Kingussie über Laggan und führt weiter nach Spean Bridge.